# الياس أبو شبكة (لاعب)
إلياس أبو شبكة (مواليد 31 مارس 2000) هو لاعب كرة قدم الماني محترف يلعب كلاعب خط وسط . 

## المسيرة الكروية
لعبة إلياس اولى مبارياته الاحترافية مع نادي جروثر فورت بتاريخ 20 أغسطس 2018 ، برز دوره في الجولة الأولى من كأس ألمانيا 2018–19 ضد نادي بوروسيا دورتموند من الدوري الألماني . استبدله في الدقيقة 97 من عمر المبارات بجوليان جرين ، و إنتهت المباراة بخسارة 1-2 بعد الوقت الإضافي. 
أنتقل إلياس إلى نادي فيتوريا غيماريش البرتغالي في 31 يناير 2020 ، بصفقة مدتها حتا يونيو 2024.  خاض مباراته الرسمية الأولى في 11 يونيو 2020 ضد نادي بيلينينسيش.

## المسيرة الدولية
انضم إلياس إلى تشكيلة ألمانيا لبطولة أوروبا تحت 17 سنة 2017 في كرواتيا.  حيث سجل ثلاثة أهداف في البطولة التي تمكنت فيها ألمانيا من الوصول إلى الدور نصف النهائي ، قبل أن تخسر بركلات الترجيح أمام إسبانيا .  حيث في وقت لاحق من ذلك العام ، انضم إلى تشكيلة ألمانيا لكأس العالم تحت 17 سنة 2017 في الهند ، حيث خرجت ألمانيا من ربع النهائي. 

## الحياة الشخصية
وُلِد إلياس في برلين عاصمة ألمانيا ، وهو من أصل مغربي. 

## الاوسمة
المانيا
- فريق بطولة أوروبا تحت 17 سنة 2017 [7]

## روابط خارجية
- الياس أبو شبكة على موقع الاتحاد الألماني (متاح أيضاً in German)
- الياس أبو شبكة على موقع صحيفة كيكر (باللغة الألمانية)

- الياس أبو شبكة – سجل منافسات الفيفا
- الياس أبو شبكة (لاعب) – سجل منافسات اليويفا
- الياس أبو شبكة  على سكروي